# 羅伊斯-科斯特利茨的艾蕾諾爾
羅伊斯-科斯特利茨的艾蕾諾爾（德語：Eleonore Reuß zu Köstritz，1860年8月22日—1917年9月12日），保加利亞沙皇后，丈夫是沙皇斐迪南一世。
艾蕾諾爾是羅伊斯-科斯特利茨親王亨利四世的女兒，德國作曲家亨利二十四世的妹妹。
在第一任妻子與母親相繼去世後，保加利亞親王斐迪南一世為了有人承擔王室義務而開始尋找第二任妻子。最終斐迪南選擇了艾蕾諾爾，兩人在1908年結婚。同年保加利亞正式從鄂圖曼土耳其帝國獨立，斐迪南和艾蕾諾爾成為保加利亞沙皇和沙皇后（保加利亞語：Царица）。
她在婚後長期被斐迪南冷落，兩人並無夫妻之實。艾蕾諾爾在巴爾幹戰爭以及第一次世界大戰期間擔任護士，治療受傷的士兵們。1917年艾蕾諾爾在奧辛諾格拉德去世，享年57歲。